# Bryum ehlei
Bryum ehlei är en bladmossart som beskrevs av Johann Franz Xaver Arnold 1913. Bryum ehlei ingår i släktet bryummossor, och familjen Bryaceae. Inga underarter finns listade i Catalogue of Life.